# 马勒伊
马勒伊（法語：Marœuil，法語發音：[maʁœj]）是法国上法蘭西大區加来海峡省的一个市镇，属于阿拉斯区。

## 地理
马勒伊（50°19'26"N, 2°42'20"E）面积11.82 平方千米，位于法国上法蘭西大區加来海峡省，该省份为法国北部沿海省份，西北濒北海，南至索姆省，东临北部省。
与马勒伊接壤的市镇（或旧市镇、城区）包括：蒙圣埃卢瓦、昂赞-圣欧班、迪桑、埃特兰、讷维尔圣瓦、上阿韦讷。

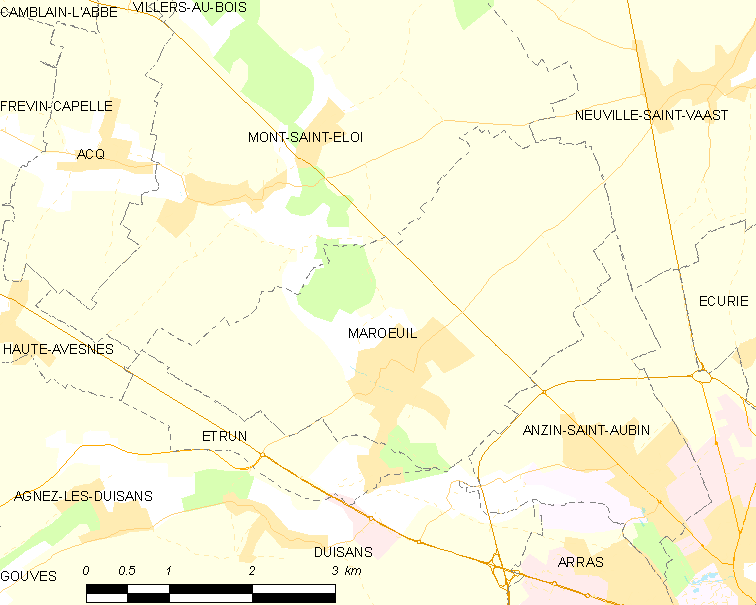
马勒伊的OSM定位图

马勒伊的时区为UTC+01:00、UTC+02:00（夏令时）。

## 行政
马勒伊的邮政编码为62161，INSEE市镇编码为62557。

## 政治
马勒伊所属的省级选区为阿拉斯第一县。

## 人口

1962-2008年间马勒伊人口变化图示

马勒伊于2022年1月1日时的人口数量为2430人。